# Cristian Cherchez
Cristian George Cherchez (n. 1 februarie 1991, Târgoviște, Dâmbovița, România) este un fotbalist român retras din activitate, care a jucat pe post de atacant la echipe ca Chindia și FCM Târgoviște. După încheierea carierei, a devenit antrenor.
Născut în Târgoviște, Cherchez a jucat toată cariera pentru echipele locale, FCM Târgoviște și FC Chindia Târgoviște. În prezent, acesta activează la echipe din campionatul județean din Dâmbovița, atât ca jucător, cât și ca antrenor.